# (16522) Tell
(16522) Tell est un astéroïde de la ceinture principale.

## Description
(16522) Tell est un astéroïde de la ceinture principale. Il fut découvert par Freimut Börngen le 15 janvier 1991 à Tautenburg. Il présente une orbite caractérisée par un demi-grand axe de 3,18 UA, une excentricité de 0,055 et une inclinaison de 14,65° par rapport à l'écliptique.
Il fut nommé en hommage au héros légendaire suisse Guillaume Tell, qui symbolise l'indépendance du pays dans la conscience collective helvète.

## Compléments